# Koninklijke Nieuw-Zeelandse luchtmacht
De Koninklijke Nieuw-Zeelandse luchtmacht (afgekort: RNZAF, Engels: Royal New Zealand Air Force) is de luchtarm van de Nieuw-Zeelandse Defensiemacht, het leger van Nieuw-Zeeland.

## Geschiedenis

Het kenmerk van 1943 tot 1946.

Het Nieuw-Zeelandse leger begon te vliegen in 1913 toen het twee Blériot IX-toestellen kreeg van het Verenigd Koninkrijk. Tijdens de Eerste Wereldoorlog maakten de piloten van de RNZAF deel uit van de Britse Royal Air Force. Na de oorlog, in 1923, richtte Nieuw-Zeeland haar eerste luchtmacht op, de Nieuw-Zeelandse Permanente Luchtmacht.Ze opereerde vanaf de luchtmachtbasis Sockburn, later Wigram, nabij Christchurch waar heden het luchtmachtmuseum gevestigd is. De eerste toestellen van de nieuwe luchtmacht waren overgelaten Britse vliegtuigen uit de oorlog. In 1926 werden nieuwe Gloster Grebe-gevechtsvliegtuigen aangekocht.

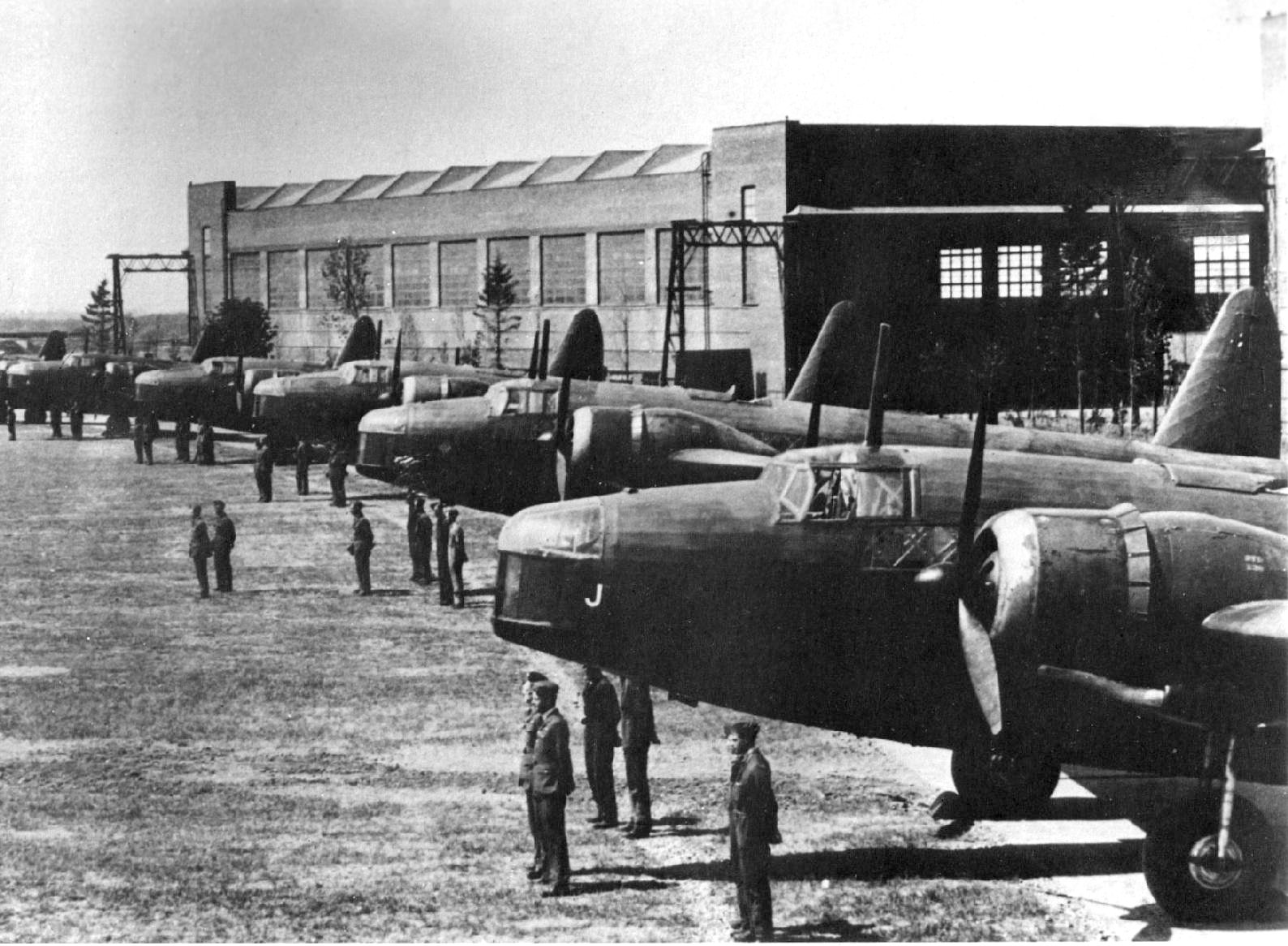
Vickers Wellington-bommenwerpers van de RNZAF in Groot-Brittannië (aug 1939).

In de jaren 1930 breidde de Nieuw-Zeelandse luchtmacht gevoelig uit met grote aantallen van verschillende Britse vliegtuigen. In 1934 ging de luchtmacht Koninklijke Nieuw-Zeelandse luchtmacht heten om in 1937 een onafhankelijk legeronderdeel te worden. Bij het uitbreken van de Tweede Wereldoorlog waren dertig Vickers Wellington-bommenwerpers de ruggengraat van de RNZAF. De toestellen vormden tijdens de oorlog een squadron binnen de Britse luchtmacht. Gedurende de oorlog werden in Nieuw-Zeeland piloten opgeleid, gebruik makende van de afgelegen ligging van het land.
Na de oorlog werd de RNZAF stevig ingekrompen. Een groot aantal oude toestellen werden uit dienst gehaald. In 1945 ontving de luchtmacht met de Gloster Meteor ook haar eerste straaljager. Het land kocht ook nog De Havilland Vampires en in 1962 English Electric Canberras. Die laatste werden vanaf 1969 vervangen door Amerikaanse Douglas A-4 Skyhawks. In 1965 kocht de Nieuw-Zeelandse luchtmacht haar eerste helikopter, de Bell 47 Sioux. In de jaren 1990 werden een aantal bases van de luchtmacht gesloten en in 2001 werd de aankoop van vijftien F-16's geannuleerd. Ook werden een aantal squadrons opgeheven.
Tegen 2003 was de Koninklijke Nieuw-Zeelandse luchtmacht gereduceerd tot 53 toestellen, 2523 personeelsleden en geen aanvalscapaciteit. De huidige taken van de luchtmacht zijn reddingsoperaties, maritieme patrouille en transport. Bijna alle gevechtspiloten dienen nu in de Koninklijke Australische luchtmacht en de
Britse luchtmacht. Recent heeft Nieuw-Zeeland wel beslist om de verouderde Bell 47's en -UH-1-helikopters te vervangen door nieuwe moderne toestellen, respectievelijk de Agusta A109 en de NHI NH90.

## Luchtmachtbases

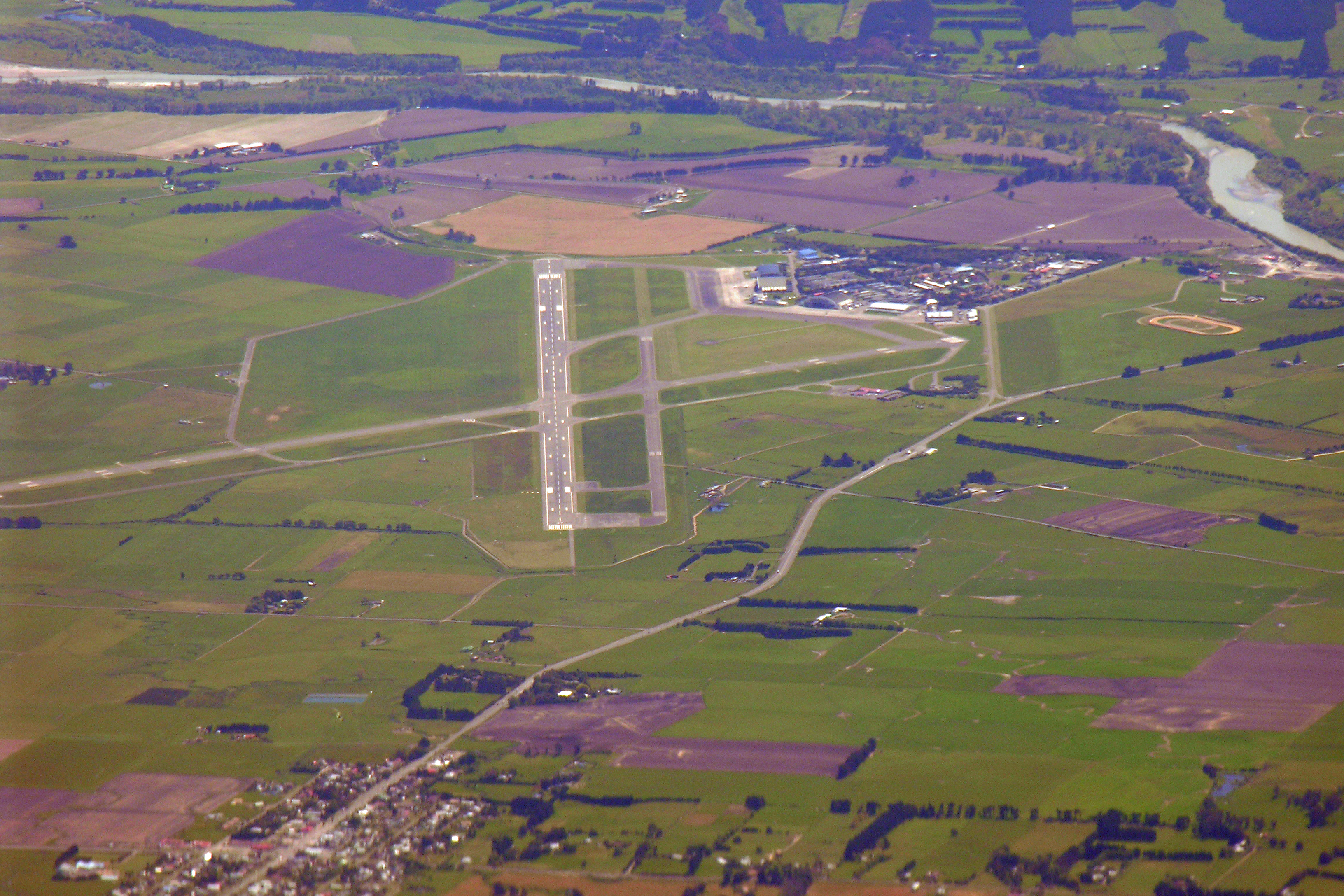
Luchtmachtbasis Ohakea (okt 2005).

| Naam             | Locatie          | Jaren      | Personeel |
| ---------------- | ---------------- | ---------- | --------- |
| Basis Whenuapai  | Auckland         | 1928-heden | ~1100     |
| Basis Ohakea     | Palmerston North | 1939-heden |           |
| Basis Shelly Bay | Wellington       | 1946-1995  | ~300      |
| Basis Te Rapa    | Hamilton         | Tot 1992   |           |
| Basis Woodbourne | Blenheim         | 1939-heden | ~1250     |

## Inventaris

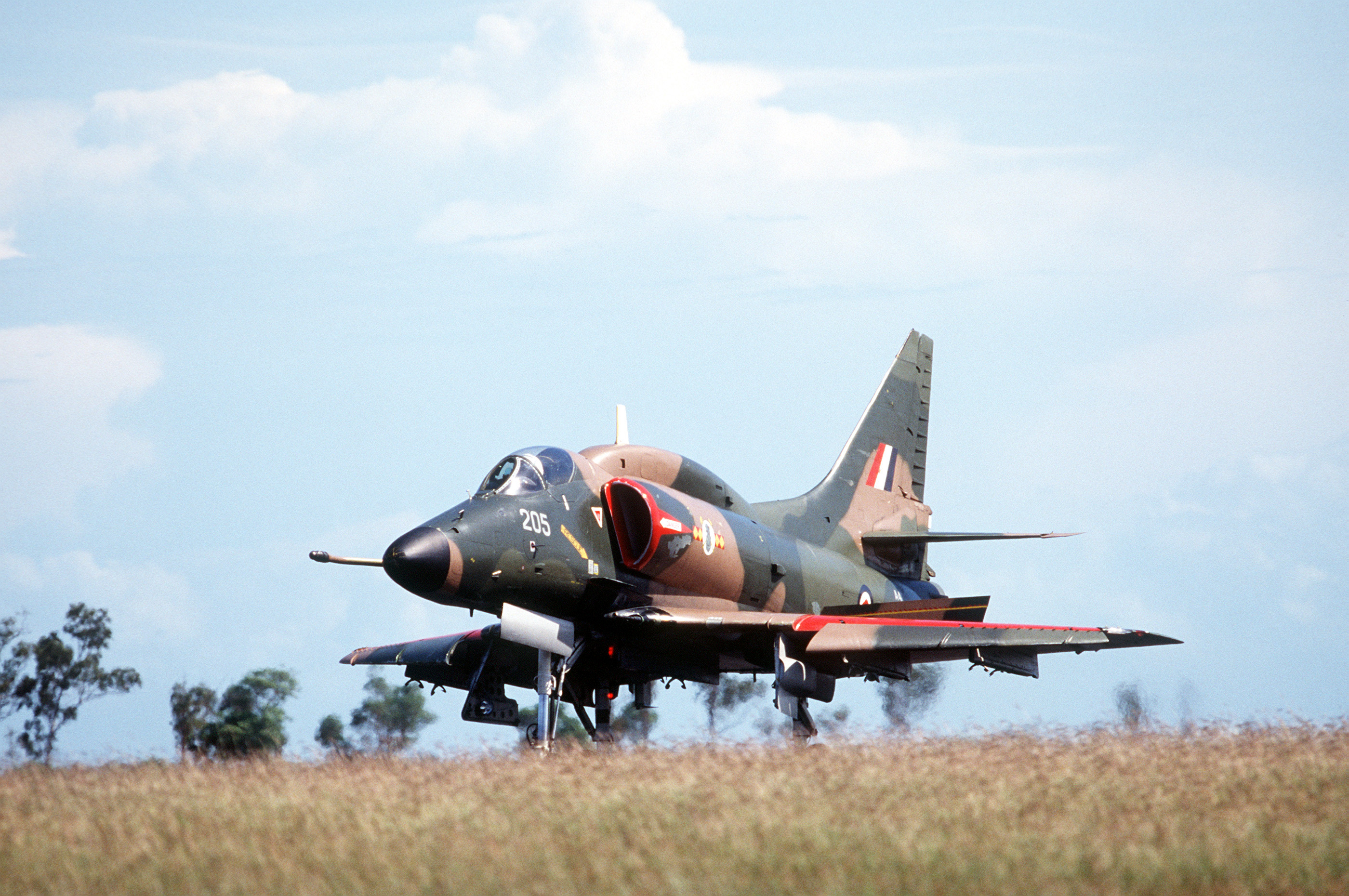
Een Douglas A-4 Skyhawk (apr 1984).

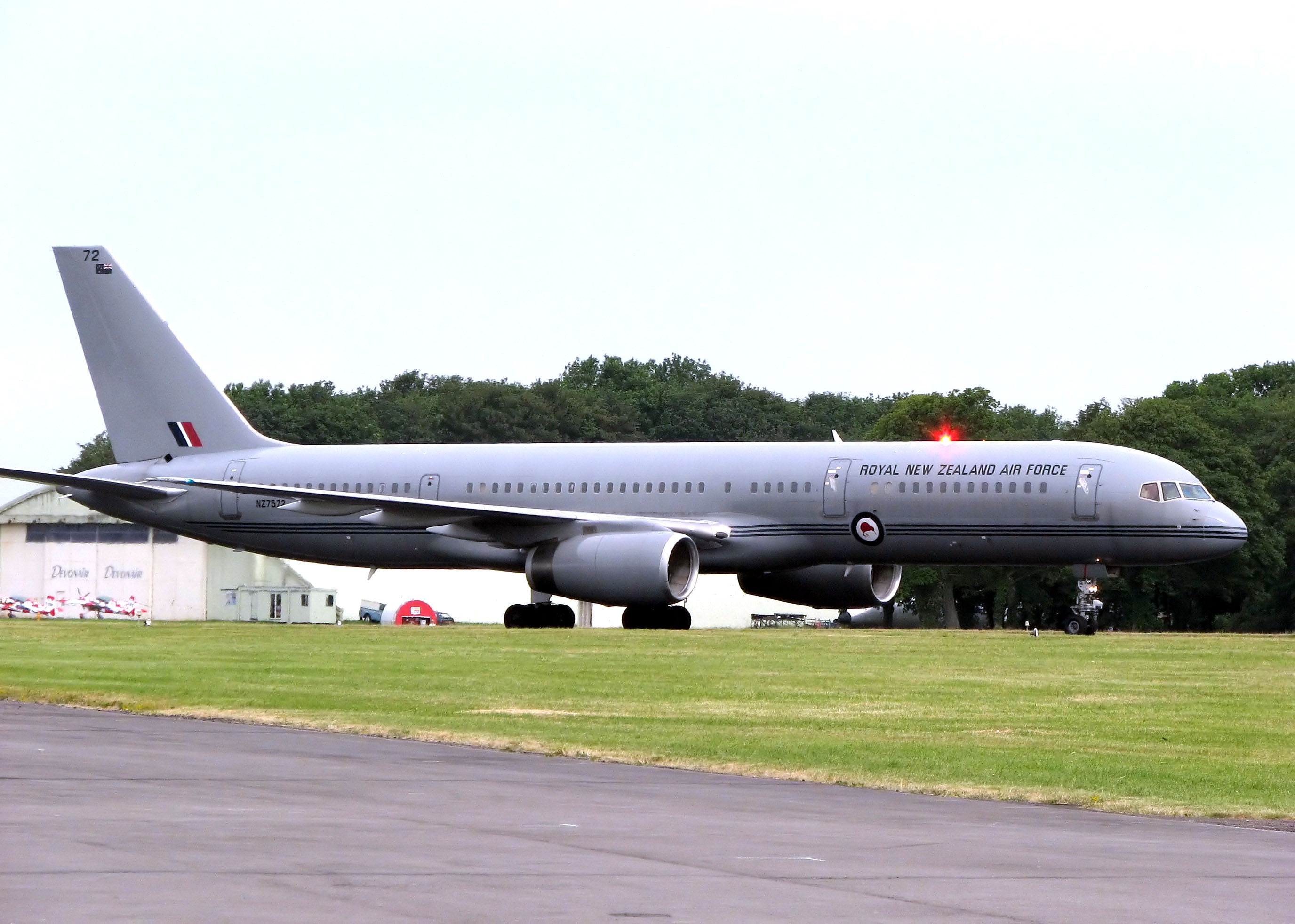
Boeing 757-200 (jun 2006).

| Toestel                 | Versie(s)            | # (or.)              | Jaren                | Rol                              | Herkomst             |
| Maritieme verkenning    | Maritieme verkenning | Maritieme verkenning | Maritieme verkenning | Maritieme verkenning             | Maritieme verkenning |
| ----------------------- | -------------------- | -------------------- | -------------------- | -------------------------------- | -------------------- |
| Lockheed P-3 Orion      | P-3K2                | 3                    | 1966+                | Maritieme verkenning             | Verenigde Staten     |
| Boeing P-8 Poseidon     | P-8A                 | 2 2 besteld          | 2023+                | Maritieme verkenning             | Verenigde Staten     |
| Transport               |                      |                      |                      |                                  |                      |
| Boeing 757              | 757-200              | 2                    | 2003+                | transport                        | Verenigde Staten     |
| Lockheed C-130 Hercules | C-130H               | 5                    | 1965+                | transport                        | Verenigde Staten     |
| Lockheed C-130 Hercules | C-130J               | 5 besteld            |                      | transport                        | Verenigde Staten     |
| Lesvliegtuigen          |                      |                      |                      |                                  |                      |
| Beech Super King Air    | 350                  | 2                    | 1998+                | Tweemotorig lesvoertuig          | Verenigde Staten     |
| T-6 Texan II            | T-6C                 | 11                   |                      | Lesvliegtuig                     | Verenigde Staten     |
| Helikopters             |                      |                      |                      |                                  |                      |
| NH90                    | TTH                  | 8                    | 2010+                | varia                            | Frankrijk Italië     |
| AW109                   | AW109 LUH            | 5                    | 2011+                | varia                            | Italië               |
| SH-2G                   | SH-2G(I)             | 9                    |                      | onderzeeërbestrijding/verkenning | Verenigde Staten     |